# Washington F. Willcox

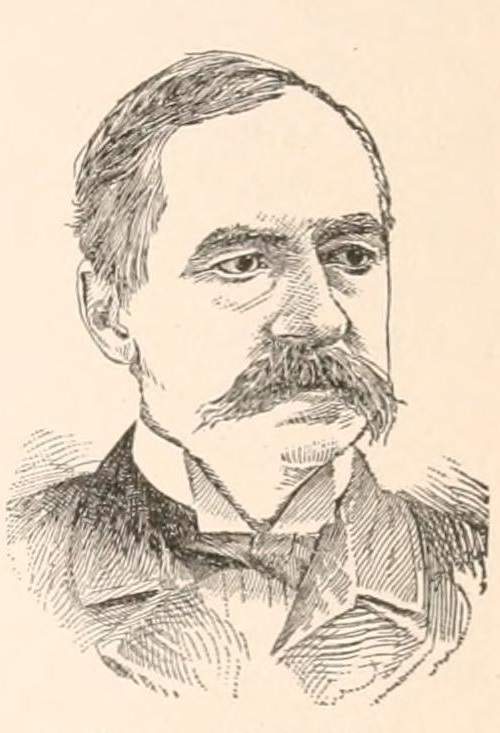
Washington F. Willcox

Washington Frederick Willcox (* 22. August 1834 in Killingworth, Connecticut; † 8. März 1909 in Chester, Connecticut) war ein US-amerikanischer Politiker. Zwischen 1889 und 1893 vertrat er den zweiten Wahlbezirk des Bundesstaates Connecticut im US-Repräsentantenhaus.

## Werdegang
Washington Willcox genoss zunächst eine private Schulausbildung. Danach besuchte er die Madison Academy und die Hopkins Grammar School in New Haven. Nach einem Jurastudium am Yale College und seiner im Jahr 1862 erfolgten Zulassung als Rechtsanwalt begann er in Deep River in seinem neuen Beruf zu arbeiten.
Willcox war Mitglied der Demokratischen Partei. In den Jahren 1862 und 1863 saß er als Abgeordneter im Repräsentantenhaus von Connecticut, von 1875 bis 1876 gehörte er dem Staatssenat an. Zwischen 1875 und 1883 arbeitete er als Staatsanwalt. Bei den Kongresswahlen des Jahres 1888 wurde Willcox im zweiten Distrikt von Connecticut in das US-Repräsentantenhaus in Washington, D.C. gewählt. Dort trat er am 4. März 1889 die Nachfolge von Carlos French an. Nach einer Wiederwahl im Jahr 1890 konnte er bis zum 3. März 1893 zwei Legislaturperioden im Kongress absolvieren. Im Jahr 1892 lehnte er eine weitere Kandidatur ab.
Nach dem Ende seiner Zeit im US-Repräsentantenhaus arbeitete Willcox wieder als Rechtsanwalt in Deep River und stieg in das Bankgewerbe ein. Zwischen 1897 und 1905 war er Eisenbahnbeauftragter des Staates Connecticut. Washington Willcox starb am 8. März 1909 in Chester und wurde auf dem Friedhof von Deep River beigesetzt.